# Columbofilia
Columbofilia, columbismo ou columbicultura é a prática da criação, seleção e cultivo de pombos-correio para competição.

## Noções Gerais
Columbofilia é a uma modalidade desportiva relacionada a corrida entre pombos-correio. Columbófilos (criadores de pombos-correio) potencializam capacidades físicas e de orientação para participação de campeonatos. Eles desenvolvem velocidades máximas entre 87 km/h e 102 km/h em distâncias que podem chegar a mais de 1.200 quilômetros.

## Características do Pombo-correio
O atual pombo-correio é o resultado de cruzamentos de algumas raças belgas e inglesas, efetuadas na segunda metade do século XIX. Esse padrão de pombo foi continuamente selecionado a fim de apurar duas características principais: a capacidade de orientação e um morfótipo atlético.
O pombo-correio caracteriza-se, principalmente pelas seguintes propriedades:

## Columbofilia no Mundo
Em Portugal são realizadas corridas de pombos entre fevereiro e junho de cada ano, sendo que nos restantes meses existem outras competições columbófilas, nomeadamente os derbys. O número de pombos está estimado em 4,5 milhões.
No Brasil, competições são realizadas anualmente de maio a outubro. O pombo-correio foi introduzido no Brasil pelo Exército Brasileiro para fins de comunicações. Atualmente a população de pombos-correio no Brasil está estimada em um milhão. Os Estados do Rio de Janeiro, Minas Gerais, Goiás, São Paulo, Sergipe, Paraná, Rio Grande do Sul, Bahia, Ceará, Mato Grosso e Espírito Santo contam com columbófilos reconhecidos a nível mundial.

## Histórico Cronológico e Jurídico da Columbofilia no Brasil
31/05/1903 – Fundação da Sociedade Columbófila Brasil onde funcionou até o ano de 1950.
16/06/1930 – Fundação da Sociedade Columbófila Paulista.
10/08/1935 – Fundação da Sociedade Columbófila A. Rolinha em atividade até hoje.
06/07/1933 – Decreto nº. 22.894 – assinado pelo Presidente do Brasil Getúlio Vargas criando a Confederação Columbófila Brasileira, como órgão integrante do Ministério da Guerra, sendo considerado uma sociedade de utilidade pública, gozando dos benefícios e incentivos fiscais.
22/02/1934 – Decreto nº. 23.904 – alterou a composição da diretoria da Confederação Columbófila Brasileira, apontando como novos diretores, a alta direção do Ministro de Estado da Guerra e o Diretor do Serviço Telegráfico do Exército.
22/02/1934 – Decreto nº. 23.905 - aprovou o regulamento da Confederação Columbófila Brasileira, assinado pelo General de Divisão Pedro Aurélio de Góes Monteiro, Ministro de Estado da Guerra.
1951 – Ano de Fundação do Clube Columbófilo Limeirense - SP
27/07/1960 – Decreto nº. 48.631 – assinado pelo Presidente Juscelino Kubitschek subordinando a Federação Columbófila Brasileira à Superintendência do Conselho Nacional de Desportos, órgão do Ministério da Educação e Cultura, como órgão exclusivamente civil, e manteve seu status de utilidade pública.
18/11/1971 – Decreto nº. 69.547, assinado pelo Presidente General Emílio G. Médici, que revogou o Decreto nº. 48.631, e consequentemente, voltou à subordinação da Confederação Columbófila Brasileira ao Ministério da Guerra.
10/05/1991 – Decreto sem número, publicado no Diário Oficial da União de 13 de maio de 1991, assinado pelo Presidente Fernando Collor, que revogou o Decreto nº. 22.894 de 6 de julho de 1933, ou seja, cancelou a criação da Confederação Columbófila Brasileira.
24/07/1993 – Criação da Federação Columbófila Brasileira, associação civil de direito privado, sem nenhum apoio financeiro, para representar o país, centralizar e direcionar a columbofilia brasileira.
2014 - No Campeonato Mundial realizado na cidade de Mira, Portugal; a Delegação Brasileira sagrou-se Campeã Mundial de 2014. Na mesma competição, o Terceiro Colocado em soma de pontos obtidas ao longo das etapas(Pombo As), também era do Brasil. Fato inédito para a modalidade.
10/09/2020
A Federação Columbófila Brasileira celebra Convênio de Cooperação Técnica firmado entre a UNICENTRO – Universidade Estadual do Centro-Oeste – Paraná (www.unicentro.br) através da  Resolução nº 124-GR/UNICENTRO, de 10 de setembro de 2020.
O objetivo é a cooperação entre a FCB e UNICENTRO nos estímulo e desenvolvimento de programas de cooperação em assuntos técnicos, administrativos, científicos, educacionais, sociais, esportivos e culturais, destinadas ao desenvolvimento e aprimoramento da Columbofilia Brasileira.
07/12/2020
Foi enviado Requerimento da FCB para Câmara dos Deputados/DF para apreciação do Projeto de Lei Federal para Regulamentação e reconhecimento da Columbofilia Brasileira como desporto cultural e nacional.

## Legislação de Columbofilia em Portugal
Dec. Lei 36767 de 26 de Fevereiro de 1948 (Lei de protecção ao pombo-correio): Determina que é necessário estar inscrito na Federação Portuguesa de Columbofilia para poder ter pombos-correio ou comprar anilhas oficiais e que o dever de quem encontrar um pombo-correio extraviado é comunicá-lo de imediato à Federação Portuguesa de Columbofilia, que tratará de identificar o proprietário a fim de se proceder à recuperação do pombo.
Após a recepção da comunicação emitida pela Federação, o proprietário dispõe de 15 dias (corridos) para a efectiva recuperação do pombo.